# Siissisoq
Siissisoq – grenlandzki zespół muzyczny śpiewający muzykę hard rock i jazz-rock. Zespół został założony w 1998 roku w Uummannaq. Tego samego roku wydali swój pierwszy album - "Aammarpassuillu", który utrzymywał się jako numer 1. w rankingach najlepszych albumów przez 2 miesiące. Teksty piosenek są śpiewane w języku grenlandzkim i dotyczą głównie afrykańskich zwierząt. W 2001 roku zespół wydał album koncertowy o nazwie "Aammarpassuillu Live".

## Członkowie zespołu
- Karl Enok Mathiassen - gitara, pisanie tekstu piosenek
- Hans Mathiassen - wokal, gitara basowa
- Knud Mathiassen - perkusja
- Ilannguaq Mathiassen - gitara

### Byli członkowie
- Hans Therkildsen - gitara basowa
- Jens Samuelsen - wokal

## Dyskografia
- Aammarpassuillu (Album; 1998)
- Aammarpassuillu (Album koncertowy; 2001)
- Super Day (2002)
- Nilliaannarit (2021)
- Q (2023)